# Babimost
Babimost (în germană Bomst) este un oraș în județul Zielona Góra, voievodatul Lubusz, Polonia.